# Interlaken
Interlaken es una comuna suiza del cantón de Berna, capital del distrito administrativo de Interlaken-Oberhasli. Es un conocido destino turístico en el oberland de Berna, ya que está situado en el centro de Suiza a proximidad de los Alpes y es la puerta de entrada a las montañas y ríos de esta región. 
El municipio está ubicado en una llanura aluvial llamada Bödeli entre dos lagos, de ahí su nombre: el lago de Thun al oeste y el lago de Brienz al este, mientras que el río Aar atreviesa la ciudad. Limita al norte con la comuna de Ringgenberg, al este con Bönigen, al sur con Därligen y Matten bei Interlaken, y al oeste con Unterseen.
El idioma oficial de Interlaken es el alemán, aunque se habla un dialecto del alemán suizo llamado alemán bernés.

## Historia
No existen evidencias de un asentamiento anterior a la Edad Media en este lugar. El monasterio de Interlaken fue construido en 1133 en las tierras imperiales del margen izquierdo del río Aar. El monasterio controlaba un puente sobre le río que generaba beneficios con un peaje. Una villa y un molino crecieron junto al monasterio, llamados Aarmühle, literalmente "molino del Aar". En el margen derecho del río se desarrolló la villa de Interlaken y, cerca de ella, en 1280 surgió Unterseen. Asimismo cerca de la villa se construyó el castillo de Weissenau y el pueblo mercantil de Widen. Tanto el castillo como el pueblo se convirtieron en propiedad del monasterio, aunque desaparecieron al final de la Edad Media.

### Monasterio de Interlaken

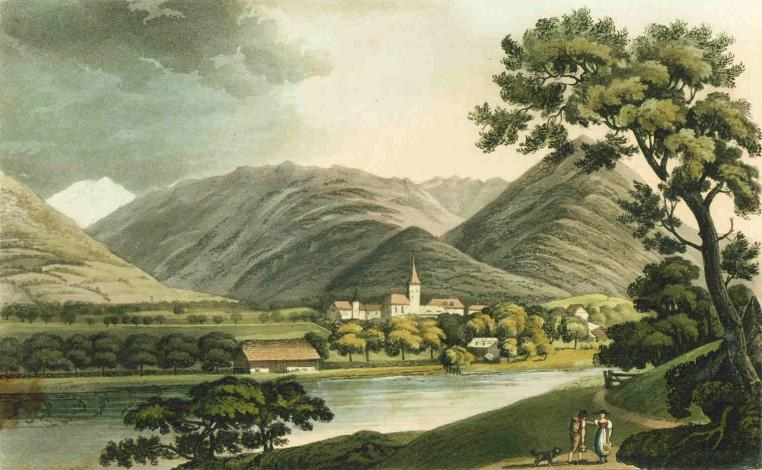
Vista de Interlaken en 1821.

La primera mención del monasterio de Interlaken, denominado así por su posición geográfica entre los lagos de Thun y Brienz, se da en 1133 cuando Lotario III del Sacro Imperio Romano Germánico lo acogió bajo su protección. En 1247 también había mujeres en el monasterio. Durante el siglo XIII la influencia del monasterio se extendió por los alrededores y por los valles de los ríos Aar y Gürbe. Finalmente alcanzaron a controlar más de dos docenas de iglesias junto con numerosas villas y granjas, lo que hicieron que fuera el complejo religioso con más terrenos de la región.
A pesar de que al comienzo el monasterio tuvo crecimiento y prosperidad, en 1350 sufrió un período de crisis y conflictos que llevaron a un declive de sus monjes y monjas. En 1348, los ciudadanos de Grindelwald y Wilderswil se unieron en una liga defensiva con Unterwalden. La ciudad de Berna respondió con una expedición militar en el oberland de Berna, que terminó con la derrota de Unterwalden y sus aliados. En 1455 la Liga Malvada se alzó en el oberland, cerca de Interlaken, y luchó contras el servicio militar y los impuestos berneses tras la Antigua guerra de Zúrich.
Durante el siglo XIV, los canónigos y las monjes decidieron no seguir las normas monásticas. En 1472 una violenta disputa entre los hombres y las mujeres de los conventos tuvieron como consecuencia la visita del obispo de Lausana, quien vio serias deficiencias; el decano fue arrestado y algunos canónigos fueron reemplazados por nuevos de otros conventos. A pesar de estas reformas, el convento femenino fue clausurado en 1484 y su propiedad transferida al recién fundado monasterio de San Vicente en Berna.

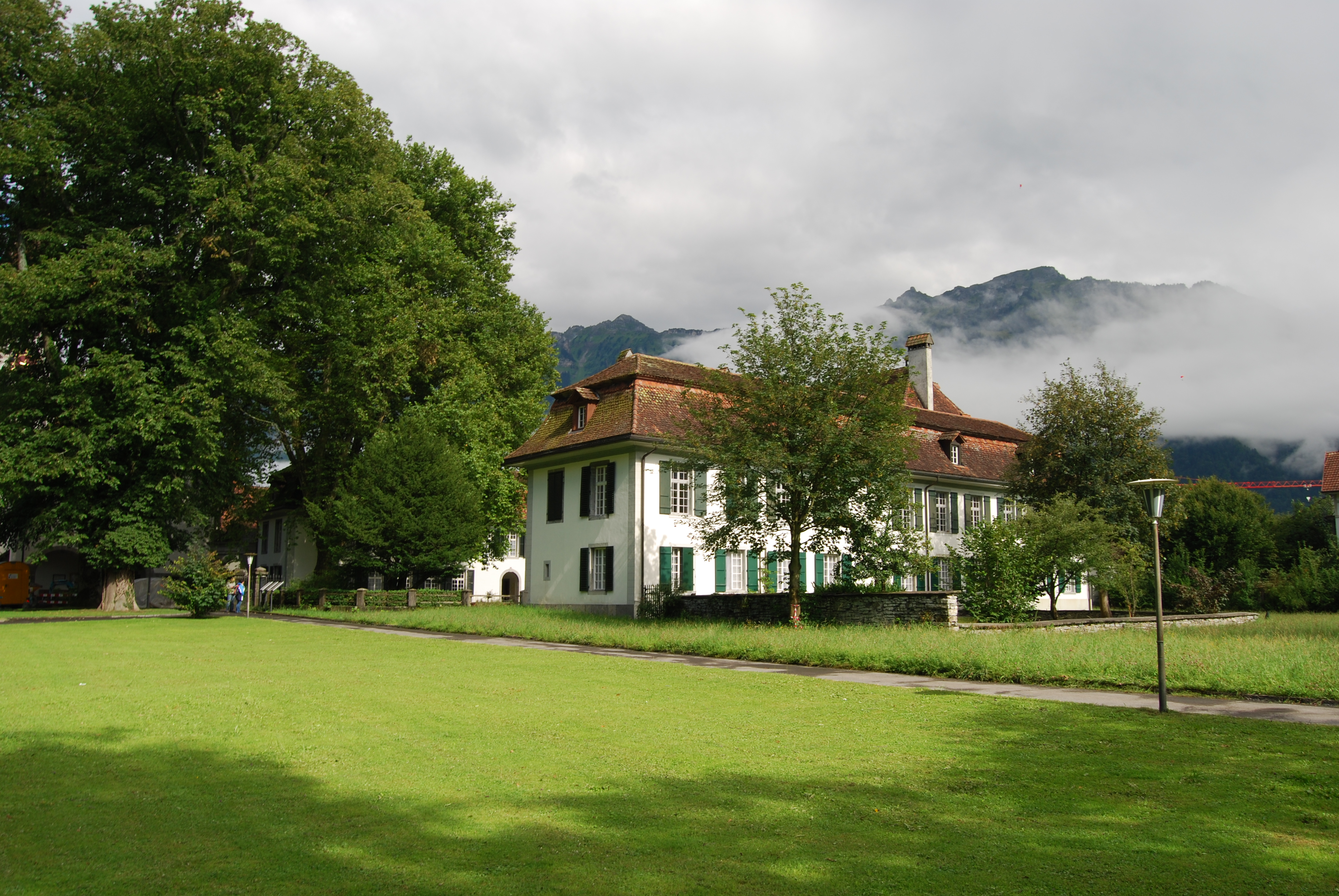
El Nuevo castillo fue construido entre 1746-50 en el ala occidental del monasterio de Interlaken.

Durante la Reforma protestante, el monasterio fue secularizado en 1528. Los canónigos recibieron una paga y las propiedades pasaron a ser gestionadas por una bailía bernesa y, aunque se produjeron revueltas, estas fueron reprendidas por Berna. Tras la Reforma, Berna creó la bailía de Interlaken tras adquirir las propiedades del monasterio; parte del monasterio se usó como sede de la administración del distrito, mientras que el resto fue utilizado como hospital para indigentes. Entre 1562 y 1563, Berna convirtió el coro de la iglesia en un granero y una bodega de vino. Entre los años 1746 y 1750, el ala occidental fue demolida y el gobernador Samuel Tillier construyó el denominado Nuevo palacio, que se convirtió en el nuevo centro de administración del Distrito de Interlaken desde entonces.

### Villa de Aarmühle

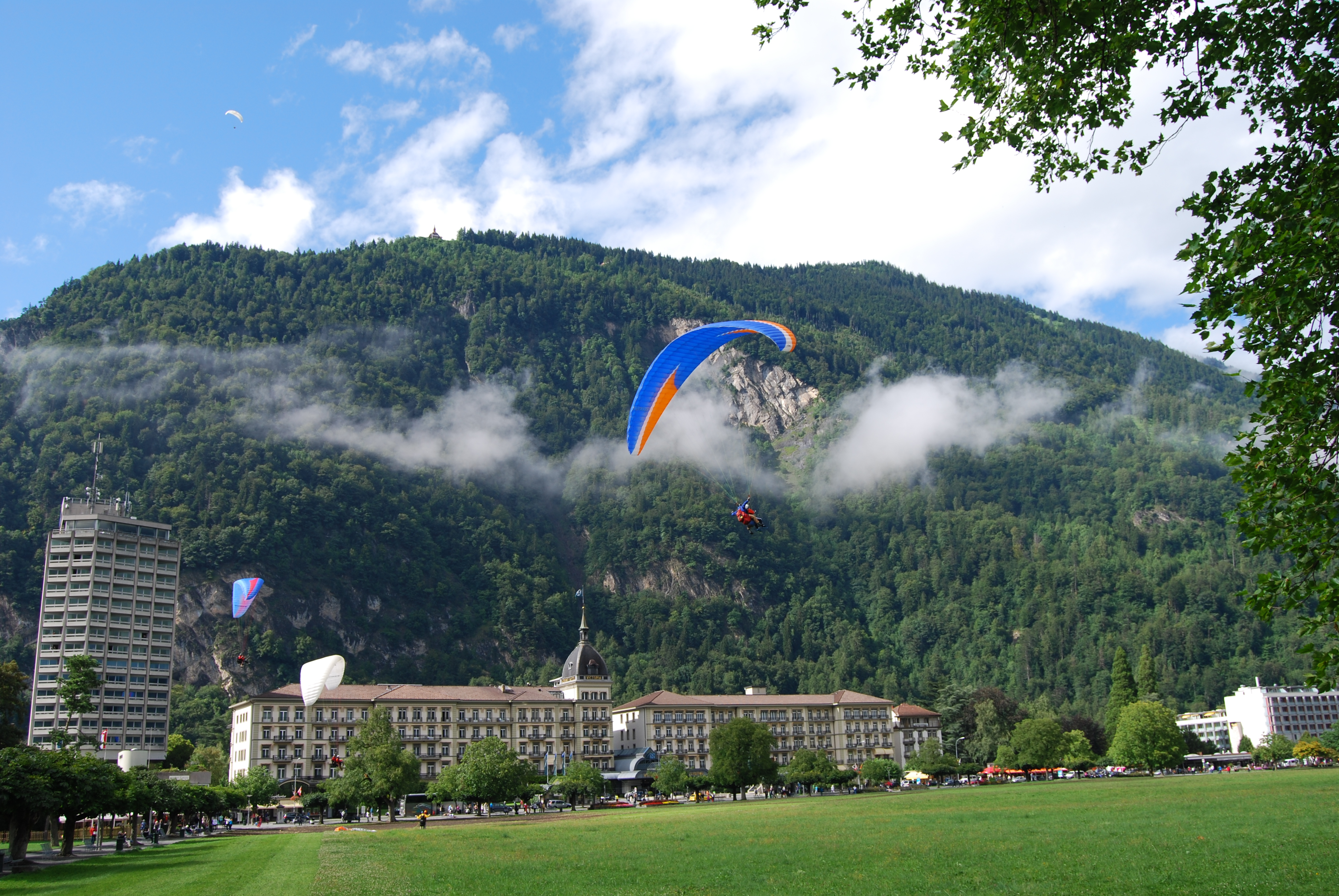
Victoria-Jungfrau, Interlaken

El nombre del pueblo de Aarmühle, molino del río Aar, proviene de un molino que fue construido en torno al año 1365. El monasterio celebraba mercados semanales y anuales en Aarmühle y, aunque tenía su propia cooperativa agrícola, formaba parte del municipio de Matten.
En el siglo XVI, la cooperativa de Aarmühle y las otras de los alrededores comenzaron a quejarse por el uso de campos y bosques comunes. Aunque se produjeron intentos de arbitrar su uso en 1533, 1586 y 1618, todos fueron fallidos. Como consecuencia parcial de estas reclamaciones, en 1633 Wilderswil se independizó del municipio de Matten. Sin embargo, la disputa continuó entre Aarmühle y Matten y, en 1761, el gobernador del distrito de Interlaken intentó mediar sin éxito. Finalmente, en 1810 las dos villas dividieron sus propiedades comunes, aunque Aarmühle no se convertiría en una municipio independiente hasta 1838.

### Aarmühle se renombra Interlaken
En el margen derecho del río Aar, Unterseen se convirtió en el único municipio y absorvió a la villa de Interlaken. En 1838, en el margen izquierdo, las villas de Matten y Aarmühle se separan. Sin embargo, Aarmühle utilizó el nombre de Interlaken para su oficina de correos y su estación de tren, llevando a que este nombre fuera más conocido, por lo que en 1891 Aarmühle pasó oficialmente a llamarse Interlaken.

### Crecimiento del turismo

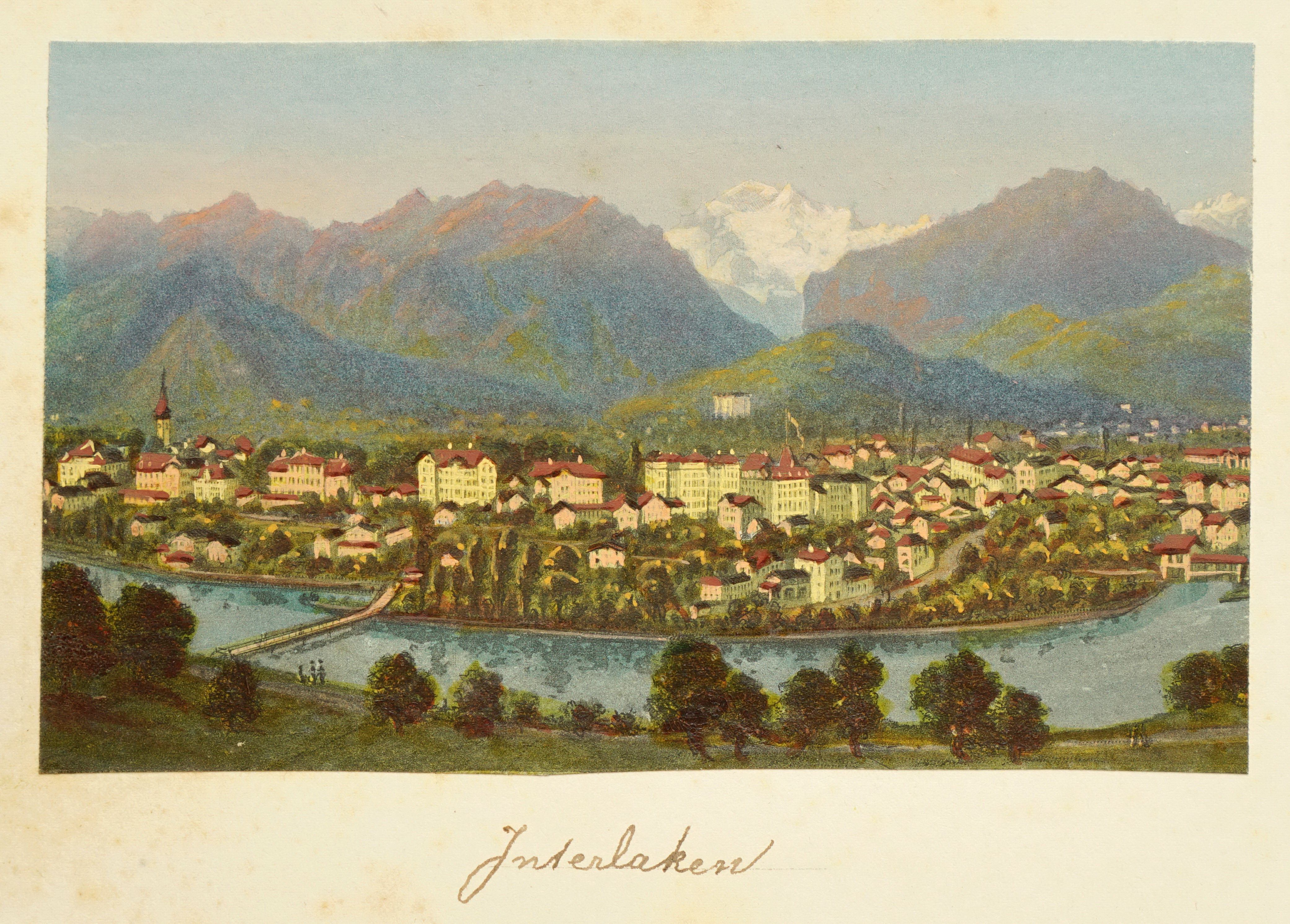
Un centro turístico en crecimiento: Interlaken, 1875. En el fondo se aprecia el Jungfrau. Grabado de Heinrich Müller.

La reputación de Interlaken como centro turístico internacional comenzó en 1800 debido a los paisajes de Franz Niklaus König y otros paisajistas suizos. El éxito de Unspunnenfest, un festival de cultura suiza, en 1805 y 1808 trajo numerosos turistas a la villa. Se inauguraron numerosos hoteles y las excelentes vías de comunicación traían a visitantes para disfrutar del aire montañoso y los spas, mientras que en 1835 se inauguró una ruta en barco desde Thun por el lago homónimo, seguida de otra ruta náutica desde Brienz desde el lago homónimo.
En 1872 se inauguró la línea férrea desde Därligen, en el lago de Thun, hasta Interlaken, y dos años después de amplió hasta Bönigen, en el lago de Brienz. A pesar de que al principio estas líneas estaban desconectadas del sistema de ferrocarriles suizo, en 1888 se amplió la línea hasta Lucerna, en 1890 hasta los destinos turísticos de Lauterbrunnen y Grindelwald y en 1893 desde Thun llegaron hasta Berna y más allá. Desde 1988 Interlaken ha estado conectada a la autovía A8.

## Clima
| Parámetros climáticos promedio de Interlaken (normales 1991–2020) | Parámetros climáticos promedio de Interlaken (normales 1991–2020) | Parámetros climáticos promedio de Interlaken (normales 1991–2020) | Parámetros climáticos promedio de Interlaken (normales 1991–2020) | Parámetros climáticos promedio de Interlaken (normales 1991–2020) | Parámetros climáticos promedio de Interlaken (normales 1991–2020) | Parámetros climáticos promedio de Interlaken (normales 1991–2020) | Parámetros climáticos promedio de Interlaken (normales 1991–2020) | Parámetros climáticos promedio de Interlaken (normales 1991–2020) | Parámetros climáticos promedio de Interlaken (normales 1991–2020) | Parámetros climáticos promedio de Interlaken (normales 1991–2020) | Parámetros climáticos promedio de Interlaken (normales 1991–2020) | Parámetros climáticos promedio de Interlaken (normales 1991–2020) | Parámetros climáticos promedio de Interlaken (normales 1991–2020) |
| Mes                                                               | Ene.                                                              | Feb.                                                              | Mar.                                                              | Abr.                                                              | May.                                                              | Jun.                                                              | Jul.                                                              | Ago.                                                              | Sep.                                                              | Oct.                                                              | Nov.                                                              | Dic.                                                              | Anual                                                             |
| ----------------------------------------------------------------- | ----------------------------------------------------------------- | ----------------------------------------------------------------- | ----------------------------------------------------------------- | ----------------------------------------------------------------- | ----------------------------------------------------------------- | ----------------------------------------------------------------- | ----------------------------------------------------------------- | ----------------------------------------------------------------- | ----------------------------------------------------------------- | ----------------------------------------------------------------- | ----------------------------------------------------------------- | ----------------------------------------------------------------- | ----------------------------------------------------------------- |
| Temp. máx. media (°C)                                             | 3.2                                                               | 5.4                                                               | 10.5                                                              | 14.7                                                              | 18.7                                                              | 22.4                                                              | 24.3                                                              | 23.7                                                              | 19.2                                                              | 14.1                                                              | 7.8                                                               | 3.7                                                               | 14.0                                                              |
| Temp. media (°C)                                                  | 0.0                                                               | 1.0                                                               | 5.2                                                               | 9.2                                                               | 13.3                                                              | 16.9                                                              | 18.6                                                              | 18.1                                                              | 14.1                                                              | 9.6                                                               | 4.2                                                               | 0.8                                                               | 9.3                                                               |
| Temp. mín. media (°C)                                             | -2.8                                                              | -2.5                                                              | 0.9                                                               | 4.1                                                               | 8.3                                                               | 12.1                                                              | 13.8                                                              | 13.6                                                              | 10.0                                                              | 6.0                                                               | 1.2                                                               | -1.8                                                              | 5.2                                                               |
| Precipitación total (mm)                                          | 72                                                                | 67                                                                | 73                                                                | 82                                                                | 122                                                               | 127                                                               | 146                                                               | 146                                                               | 94                                                                | 80                                                                | 80                                                                | 91                                                                | 1178                                                              |
| Nevadas (cm)                                                      | 28.1                                                              | 26.5                                                              | 11.4                                                              | 0.8                                                               | 0.0                                                               | 0.0                                                               | 0.0                                                               | 0.0                                                               | 0.0                                                               | 0.0                                                               | 5.6                                                               | 17.8                                                              | 90.2                                                              |
| Días de precipitaciones (≥ 1.0 mm)                                | 9.1                                                               | 8.5                                                               | 9.9                                                               | 10.1                                                              | 12.5                                                              | 13.2                                                              | 12.8                                                              | 12.8                                                              | 9.5                                                               | 9.3                                                               | 9.6                                                               | 10.0                                                              | 127.3                                                             |
| Días de nevadas (≥ 1.0 cm)                                        | 4.6                                                               | 4.7                                                               | 3.1                                                               | 0.4                                                               | 0.0                                                               | 0.0                                                               | 0.0                                                               | 0.0                                                               | 0.0                                                               | 0.0                                                               | 1.1                                                               | 3.2                                                               | 17.1                                                              |
| Horas de sol                                                      | 67                                                                | 82                                                                | 129                                                               | 164                                                               | 183                                                               | 200                                                               | 223                                                               | 199                                                               | 152                                                               | 102                                                               | 68                                                                | 56                                                                | 1625                                                              |
| Humedad relativa (%)                                              | 83                                                                | 78                                                                | 72                                                                | 69                                                                | 72                                                                | 73                                                                | 73                                                                | 77                                                                | 80                                                                | 83                                                                | 84                                                                | 85                                                                | 77                                                                |
| Fuente: MeteoSwiss (nieve 1981–2010)                              |                                                                   |                                                                   |                                                                   |                                                                   |                                                                   |                                                                   |                                                                   |                                                                   |                                                                   |                                                                   |                                                                   |                                                                   |                                                                   |

## Economía

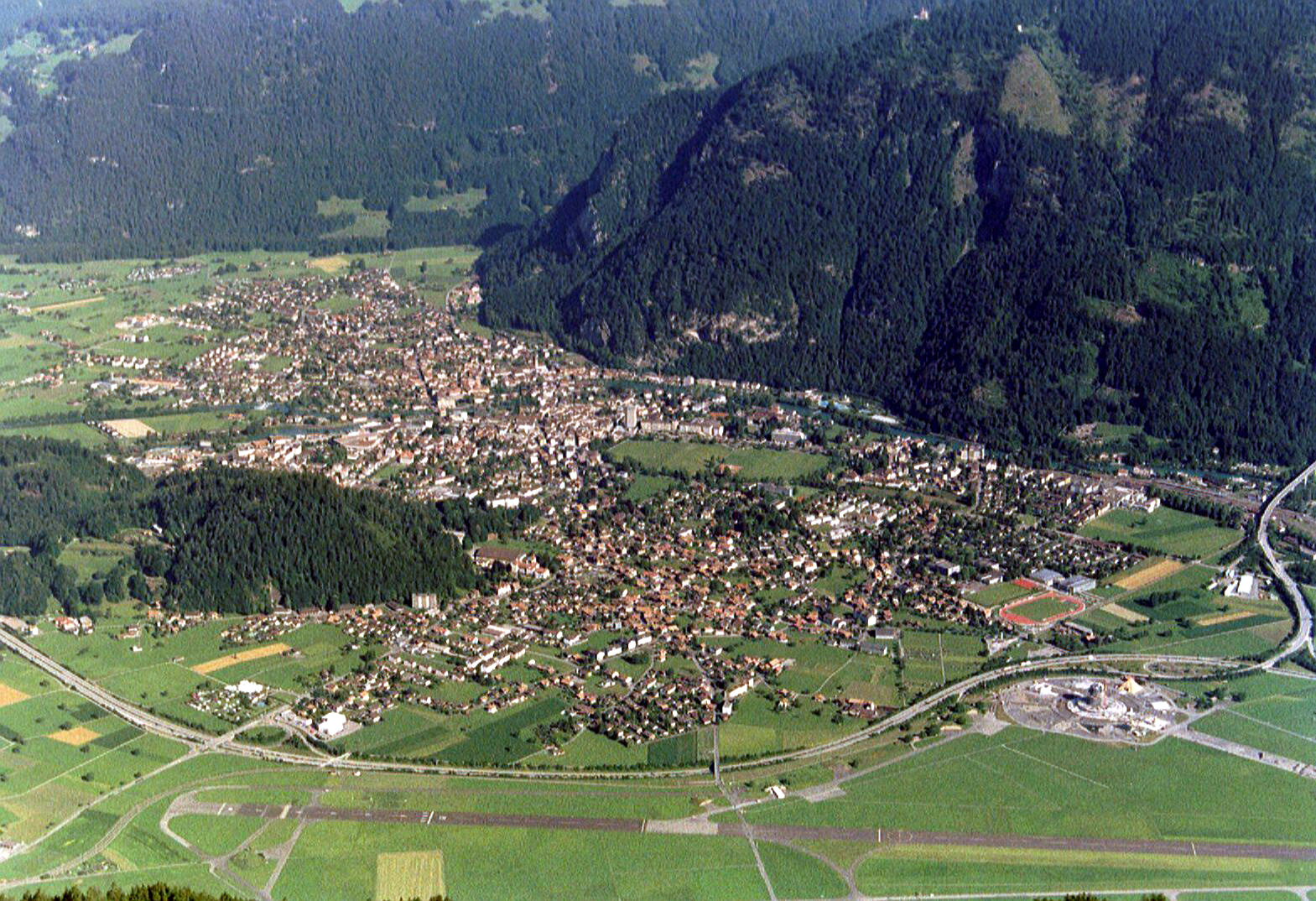
Interlaken.

La industria textil era la actividad principal del municipio de Interlaken, actualmente esta renta es poco significativa al ser remplazada por el turismo que hoy es la mayor entrada de renta del municipio. A pesar del tamaño de su población (5200 habitantes aproximadamente), la ciudad tiene dos estaciones de tren: la "Estación de Interlaken Ost" y la "Estación de Interlaken West" y dos funiculares: Harderbahn y Heimwehfluh. Las conexiones de tren en Interlaken sirven la región de la Jungfrau vía Berner Oberland Bahn, con las líneas de conexión sobre el paso de Brunig dirección Lucerna. Las conexiones por la línea principal sirven Interlaken con Spiez, Thun y Berna. Hay también enlaces regulares de autobús a las ciudades vecinas como Thun.

### Turismo
La ciudad ofrece a los turistas una base de donde se pueden explorar los alrededores en tren o autobús. Sin embargo, la atracción principal sigue siendo la Jungfrau (4158 m) y el conjunto del Jungfrau-Aletsch-Bietschhorn, declarado patrimonio de la Humanidad por la Unesco. La mayor parte de los hoteles están situados a lo largo de la calle Höheweg, con unas magníficas vistas sobre las montañas. 
- La estación de Interlaken tiene una fama turística desde hace mucho tiempo. Entre sus clientes habituales figuraban por ejemplo Goethe, Lord Byron y Felix Mendelssohn.

## Ciudades hermanadas
- Ōtsu
- Scottsdale
- Třeboň
- Huangshan
- Zeuthen